# Тезео Тезеї
Тезео Тезеї (італ. Teseo Tesei, 17 червня 1909, Кампо-нелл'Ельба — 26 липня 1941, Мальта) — італійський військовик, учасник Другої світової війни, нагороджений Золотою медаллю «За військову доблесть».

## Біографія
Тезео Тезеї народився 17 червня 1909 року у місті Кампо-нелл'Ельба га острові Ельба. Після закінчення гімназії у 1925 році вступив до Військово-морської академії в Ліворно. у 1930 році розпочав навчання у Корпусі інженерів флоту (італ. Corpo del genio della Marina) при академії. Після закінчення отримав звання лейтенанта. У 1933 році закінчив Школу морських інженерів в Неаполі та отримав патент водолаза. Наступного року закінчив Королівську школу водолазів (італ. Regia scuola palombari) у Ла-Спеції.
Був призначений до складу 1-ї підводної флотилії у Ла-Спеції, незабаром отримав звання капітана. Брав участь у громадянській війні в Іспанії.
у 1940 році після вступу Італії у Другу світову війну перейшов у 10-ту флотилію МАС. Наприкінці серпня брав участь у порятунку екіпажу підводного човна «Іріде», потопленого британською авіацією поблизу узбережжя Лівії, за що був нагороджений Срібною медаллю «За військову доблесть».
У ніч з 25 на 26 липня 1941 року брав участь в атаці Мальти. План операції передбачав, що торпеда, якою керували Тезео Тезеї та Альчіде Педретті, мала підірвати бонові загородження, що прикривали вхід в бухту Валетти, відкривши шлях для вибухових катерів MT. Проте через несправність торпеди Тезеї та Педретті дістались до загородження о 4:30, коли вже почало світати. Щоб не допустити зриву операції, Тезеї свідомо встановив нульову затримку підривача, і підірвав загородження разом із собою та Педретті. 
За цей подвиг Тезео Тезеї посмертно був нагороджений Золотою медаллю «За військову доблесть».

## Розробка людино-керованих торпед
Ще під час навчання у Військово-морській академії Тезео Тезеї разом зі своїм другом Італо Піккальї думав, як модернізувати самохідні торпеди - розробку Раффаеле Розетті та Раффаеле Паолуччі часів Першої світової війни. У 0935 році з допомогою морського інженера Еліоса Тоскі придумав низькошвидкісну торпеду (італ. siluro a corsa lenta), яка б могла транспортувати двох операторів з аквалангами у підводному положенні і доставити заряд вибухівки у ворожий порт. За свою форму вона отримала назву «Маяле» (свиня).
Для ефективного управління торпедою потрібні були акваланги, які б забезпечували тривале перебування плавців у підводному положенні. Для цього Тезеї та Анджело Беллоні удосконалили акваланг замкнутого циклу (ребризер) Роберта Девіса. Їм вдалось довести роботу акваланга з 20 хвилин до декількох годин. Всі ці винаходи дозволили сформувати ефективну команду бойових плавців, яка здійснила ряд вдалих спеціальних операцій під час Другої світової війни.

## Вшанування
На честь Тезео Тезеї названий аеропорт у Кампо-нелл'Ельба. Також його ім'ям названа Команда бойових плавців (італ. Comando subacquei e incursori "Teseo Tesei", COMSUBIN).

## Нагороди
- Золота медаль «За військову доблесть»
- Срібна медаль «За військову доблесть»